# George Henry Mackenzie
George Henry Mackenzie (* 24. März 1837 in North Kessock, Schottland; † 14. April 1891 in New York City) war ein Schachmeister und US-Amerikaner schottischer Abstammung.
Mackenzie entstammte einer „alten schottischen Familie aus gehobenen Kreisen, die in Aberdeen ihren Sitz hatte.“ Als 19-Jähriger wurde Mackenzie zunächst Berufssoldat und trat als Ensign des King’s Royal Rifle Corps der British Army bei. Er war zuerst in Irland stationiert, wurde aber zwischen 1857 und 1859 zur Niederschlagung des Sepoyaufstands in Indien eingesetzt. Im Jahre 1858 wurde er zum Lieutenant befördert. 1861 veräußerte er seinen Dienstposten und schied aus der British Army aus. In England machte er auf sein Können im Schach aufmerksam: 1862 gewann er das Handicap-Turnier in London, bei dem er Adolf Anderssen, der ihm allerdings eine Vorgabe geben musste (Bauer f7), mit 2:0 schlug. Im selben Jahr besiegte er George Alcock MacDonnell in einem Wettkampf in Dublin mit 7:4 (+6 =2 −3).
Im Jahre 1863 emigrierte er in die USA, um sich auf Seiten der Unionstruppen am Sezessionskrieg zu beteiligen. Mehrfach ausgezeichnet und zum Captain des 10th United States Colored Troops Regiment befördert, wurde er 1864 wegen Fahnenflucht degradiert und im Mai 1865 aus der Armee entlassen. Seitdem betätigte er sich ausschließlich als Berufsschachspieler und wurde in New York City ansässig. Da Paul Morphy sich vom Schach zurückgezogen hatte, wurde Mackenzie sehr schnell bester Schachmeister in seiner neuen Heimat. Er siegte auf den US-Kongressen 1871 (Cleveland), 1874 (Chicago) und 1880 (New York City). Bereits nach seinen überlegenen Wettkampfsiegen über Gustavus Charles Reichhelm (1866: +5 =1 −0, 1867: +7 =2 −0) galt er als US-Champion, obwohl dieser Titel noch nicht offiziell vergeben wurde.
Er war auch in internationalen Turnieren ein sehr erfolgreicher Spieler. 1878 wurde er in Paris Vierter. 1887 gewann er in Frankfurt am Main das Meisterturnier des Kongresses des Deutschen Schachbundes, 1888 wurde er beim stark besetzten Turnier von Bradford Zweiter. Mackenzie verteidigte sein US-Championat in verschiedenen weiteren Wettkämpfen, die er alle gewann. 1883 verlor er in New York City einen Wettkampf gegen Wilhelm Steinitz mit 2:4 (+1 =2 −3), doch galt dies nicht als Wettkampf um das Championat. 1886 besiegte Mackenzie in New York City Samuel Lipschütz, seinen letzten Herausforderer, mit 7,5:5,5 (+5 =5 −3). 1890 musste er ein Turnier in New York abbrechen, da Herzprobleme auftraten. Diese Erkrankung war auch Ursache für seinen Tod im Jahre 1891. In einem New Yorker Hotel erlag er, völlig mittellos geworden, einem Herzinfarkt.
Gemäß Wilhelm Steinitz hatte Mackenzie „den längsten Teil seiner Karriere“ einen Spielstil, „der wesentlich zur alten Schule gehörte, (…) neue Ideen machten keinen Eindruck auf ihn, bis er an einigen europäischen Turnieren teilnahm. Doch der Königsflügelangriff blieb stets sein Liebling, und er erlangte hierbei eine solche Routine durch regelmäßige Anwendung desselben sowie durch das Studium der glänzendsten Partien der alten Meister, dass er kaum je eine Gelegenheit ausließ, um ein brillantes Opfer anzubringen.“
Im Jahr 1992 wurde George Mackenzie in die US Chess Hall of Fame aufgenommen.